# کبک سنگی
کبک سنگی (نام علمی: Ptilopachus petrosus) نام یک گونه از خانواده بلدرچین بر جدید است.